# Microdynerus
Microdynerus is een geslacht van vliesvleugelige insecten van de familie plooivleugelwespen (Vespidae).

## Soorten
- M. abdelkader (Saussure, 1856)
- M. aegaeicus Gusenleitner, 1998
- M. appenninicus Giordani Soika, 1960
- M. atriceps Morawitz, 1895
- M. confinis Gusenleitner, 1979
- M. eurasius (Bluethgen, 1938)
- M. exilis (Herrich-Schäffer, 1839)
- M. habitus Gusenleitner, 1991
- M. insulanus Gusenleitner, 1998
- M. interruptus Gusenleitner, 1970
- M. laticlypeus Giordani Soika, 1971
- M. longicollis Morawitz, 1895
- M. microdynerus (Dalla Torre, 1889)
- M. mirandus (Giordani Soika, 1947)
- M. nugdunensis (Saussure, 1855)
- M. parvulus (Herrich-Schäffer, 1838)
- M. perezi (Berland, 1927)
- M. robustus (Dusmet, 1903)
- M. rubescens (Gusenleitner, 1973)
- M. rufus Giordani Soika, 1971
- M. tauromenitanus Bluethgen, 1955
- M. timidus (Saussure, 1856)